# Dorfkirche Pörmitz

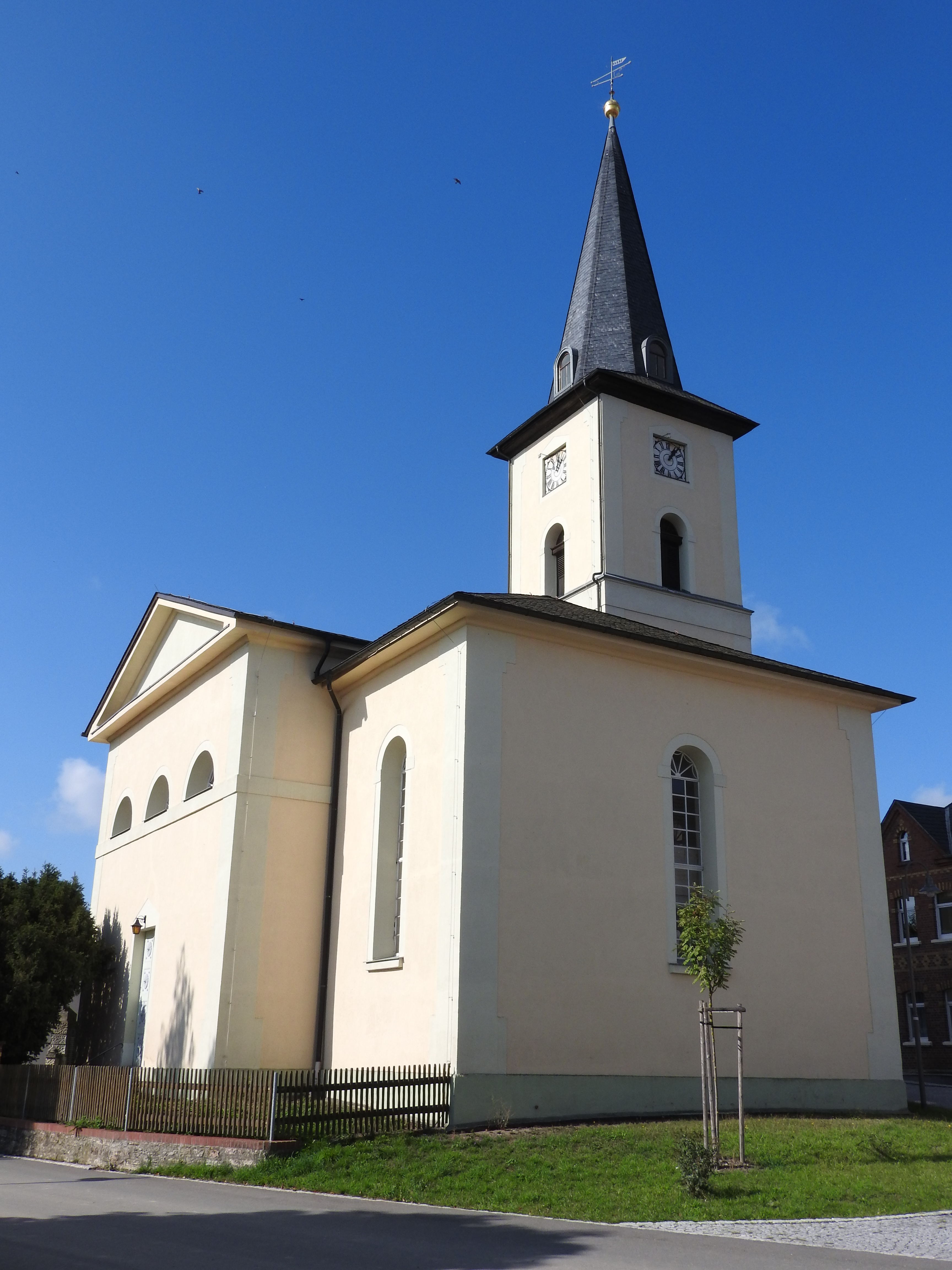
Dorfkirche Pörmitz

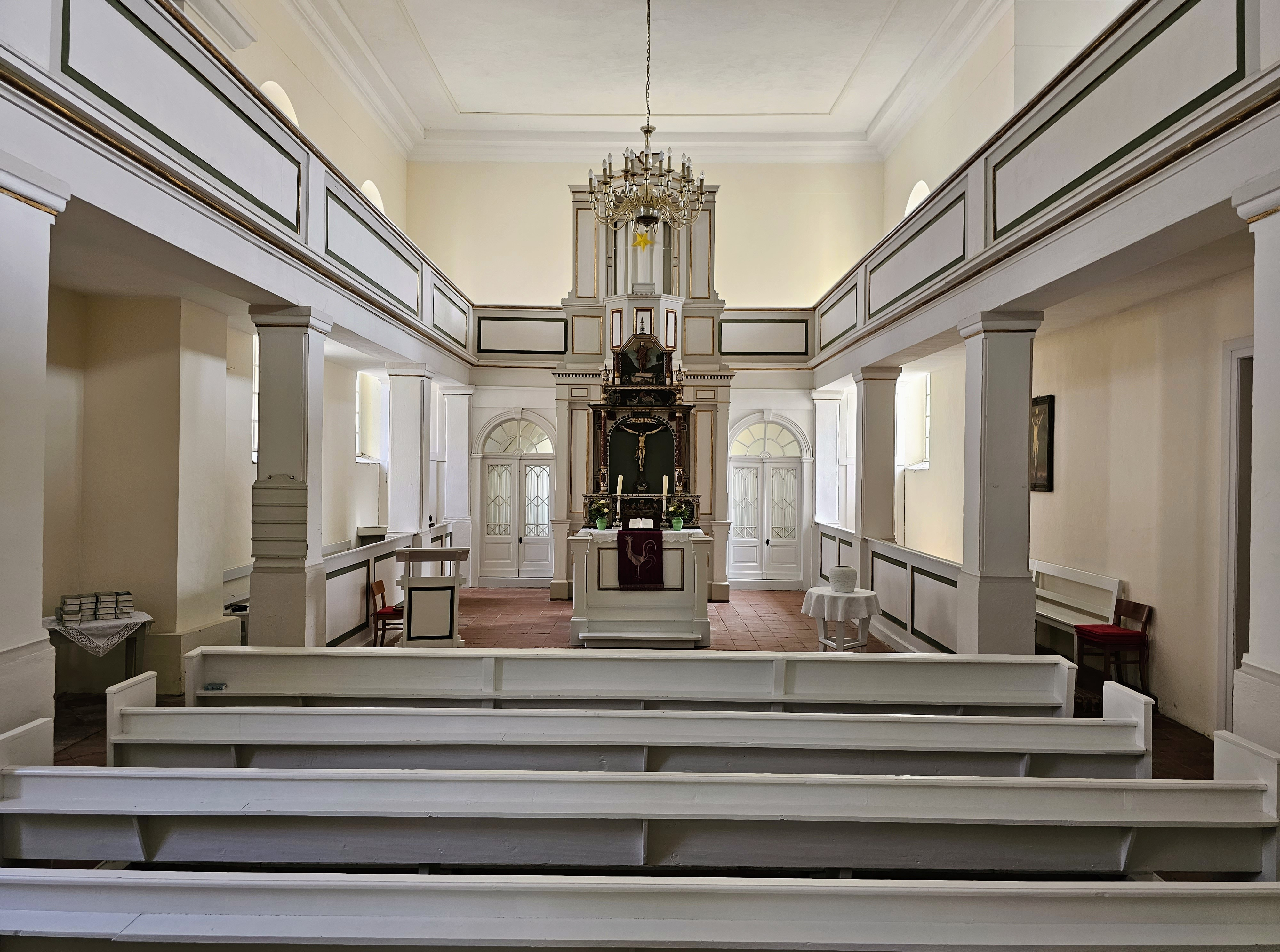
Innenraum (2023)

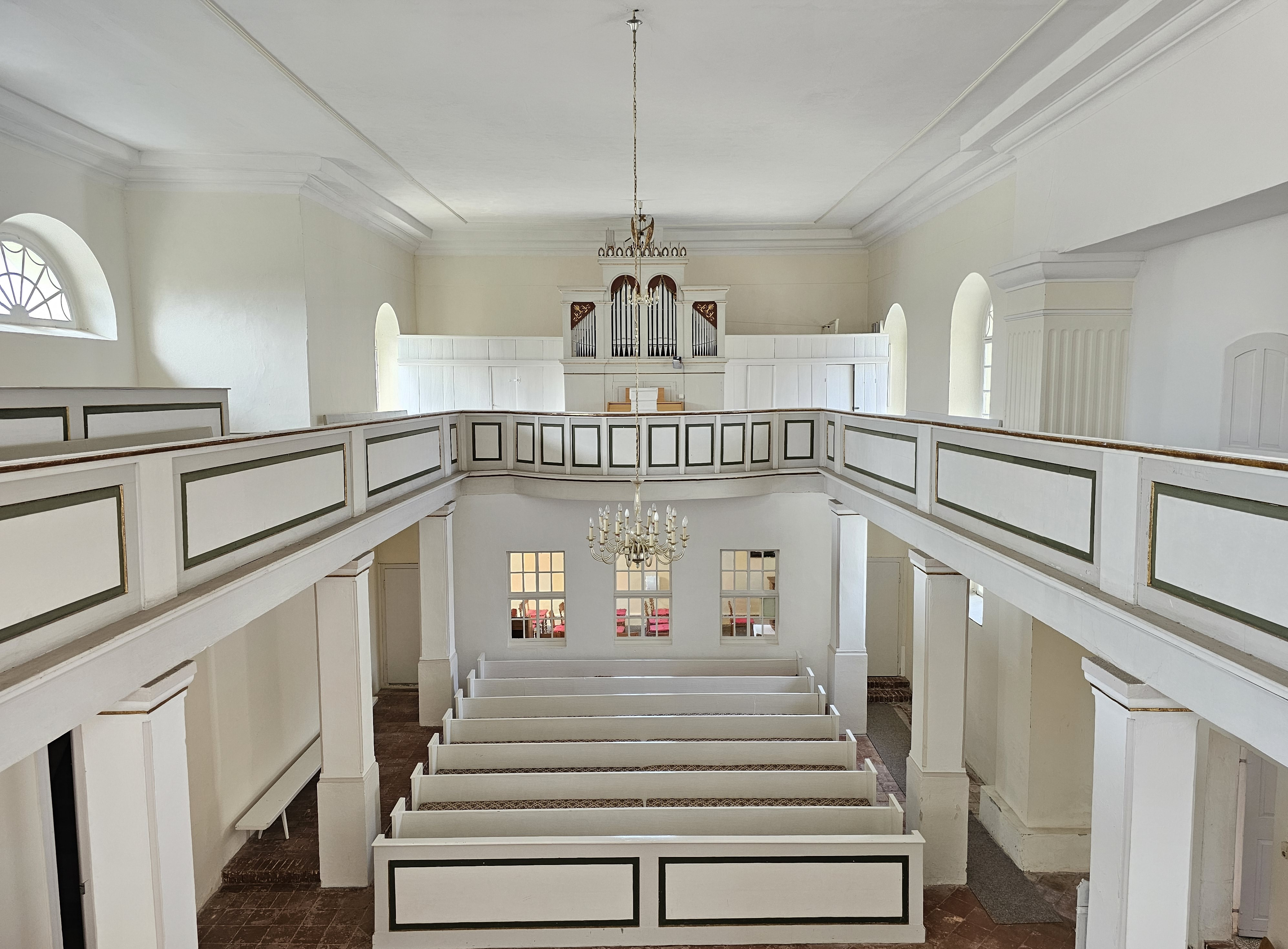
Blick zur Orgel

Die evangelisch-lutherische, denkmalgeschützte Kirche Pörmitz steht in Pörmitz, einer Gemeinde im thüringischen Saale-Orla-Kreis. Die Kirchengemeinde Pörmitz gehört zum Pfarrbereich Oettersdorf-Neundorf im Kirchenkreis Schleiz der Evangelischen Kirche in Mitteldeutschland.

## Beschreibung
Schon in der zweiten Hälfte des 14. Jahrhunderts bestand eine Kirche. Der früheste urkundliche Nachweis ist ein 1445 erstellter Vergleich über die Abfolge der Gottesdienste in Oettersdorf und Pörmitz. 1832 wurde die Kirche abgerissen und bereits 1833 eine neue klassizistische einfach gehaltene Saalkirche eingeweiht. 1864 wurde die Kirche im Inneren noch einmal umgebaut. Durch den nördlichen Kirchturm und die südlichen Treppenhäuser wird ein Querschiff vorgetäuscht. Das eigentlich rechteckige Kirchenschiff hat Emporen und ist mit einer Flachdecke überspannt. Das Altarretabel von 1674 hat verschiedene Tafelbilder. In der Predella ist das Abendmahl Jesu dargestellt, das Hauptbild zeigt den Gekreuzigten. Über dem Gebälk ist die Grablegung zu sehen. Als Bekrönung dient ein Bild mit der Auferstehung. Der Turm ist mit einem achtseitigen spitzen Helm bedeckt. In ihm hängen zwei Glocken. Die Orgel mit neun Registern auf einem Manual und Pedal, um 1870 von einem unbekannten Orgelbauer gebaut, wurde wegen Überholungsbedarfs um 2015 stillgelegt. Seitdem wird eine  elektronische Kisselbach-Orgel mit auch vorhandener Selbstspieleinrichtung benutzt, deren Lautsprecher im Orgelgehäuse aufgestellt sind.